# Zapust (województwo kujawsko-pomorskie)
Zapust – kolonia w Polsce, położona w województwie kujawsko-pomorskim, w powiecie włocławskim, w gminie Choceń.
Miejscowość wchodzi w skład sołectwa Borzymowice.
Do 2024 r. miejscowość była przysiółkiem wsi Szczytno. W latach 1975–1998 miejscowość należała administracyjnie do województwa włocławskiego.
Zobacz też: Zapust